# بورخا جيل
بورخا جيل (بالإسبانية: Borja Gil Albarracín)‏ هو لاعب كرة قدم إسباني في مركز نصف الجناح، ولد في 4 ديسمبر 1990 في سبتة في إسبانيا. لعب مع ريال مورسيا ونادي فييانوفينسي ونادي كونكينسي.

## وصلات خارجية
- بورخا جيل على موقع قاعدة بيانات كرة القدم.إي يو (الإنجليزية)
- بورخا جيل على موقع Soccerway.com (الإنجليزية)
- بورخا جيل على موقع AS.com (الإسبانية)